# Mirepoix (Ariège)
Mirepoix – miejscowość i gmina we Francji, w regionie Oksytania, w departamencie Ariège.
Według danych na rok 1990 gminę zamieszkiwały 2 993 osoby, a gęstość zaludnienia wynosiła 63 osoby/km² (wśród 3020 gmin regionu Midi-Pyrénées Mirepoix plasuje się na 115. miejscu pod względem liczby ludności, natomiast pod względem powierzchni na miejscu 109.).